# Taleankî, Talne
Taleankî (în ucraineană Тальянки) este o comună în raionul Talne, regiunea Cerkasî, Ucraina, formată numai din satul de reședință.

## Demografie
Componența lingvistică a comunei Taleankî
     Ucraineană (98,31%)
     Rusă (1,63%)
     Alte limbi (0,06%)
Conform recensământului din 2001, majoritatea populației comunei Taleankî era vorbitoare de ucraineană (98,31%), existând în minoritate și vorbitori de rusă (1,63%).